# Plettenberg Bay
Plettenberg Bay (in afrikaans Plettenbergbaai) è una cittadina del Sudafrica, situata nella Provincia del Capo Occidentale, lungo la Garden Route, a circa metà strada fra Knysna e il Parco nazionale Tsitsikamma. Collocata su una baia dalla rinomata bellezza, la cittadina fu battezzata "Bahia Formosa" dai primi esploratori portoghesi.

## Storia

### Mesolitico
Le caverne di Nelson's Bay e di Matjes River conservano le testimonianze di una presenza umana, per oltre 100.000 anni, nel Mesolitico. In seguito la zona fu abitata dai Khoisan; probabilmente appartenevano a questa etnia gli indigeni che commerciarono con i portoghesi del naufragio della San Gonzales. Nelle caverne si scava ancora alla ricerca di reperti; sono stati rinvenuti strumenti e ornamenti.

### Storia recente
I primi a tracciare una mappa furono gli esploratori portoghesi, da Bartolomeu Dias (1487) in poi. Novant'anni dopo, Manuel da Perestrello battezzò la baia "Bahia Formosa". I primi europei a insediarsi nell'area furono 100 uomini sopravvissuti al naufragio della San Gonzales, nel 1630. Nel 1763 giunsero i primi veri e propri coloni, allevatori e pionieri provenienti dalla Colonia del Capo.
Nel 1771 fu eretto un segnale di navigazione in legno stinkwood a Beacon Island. L'originale era un blocco quadrato di legno che riportava l'iscrizione della longitudine e latitudine di Plettenberg Bay, per consentire ai naviganti di regolare i propri cronometri. Il segnale in legno fu sostituito da uno in pietra nel 1881, per volere del Capitano Sewell.
Nel 1776 fu costruita nella baia una caserma della VOC. In seguito, la caserma divenne una parrocchia, per poi trasformarsi in edificio privato.
Nel 1787 Johann Jerling e la VOC edificarono un capannone di legno; i suoi resti sono oggi un monumento nazionale.

## Economia

### Turismo
Plettenberg Bay è oggi uno dei principali poli turistici lungo la popolare Garden Route. La baia gode di un clima mediterraneo estremamente mite, e si trova nei pressi di una decina di riserve e parchi naturali (tra cui la riserva Robberg Peninsula e il parco Tsitsikamma) e di due fiumi (il Plett's River e lo Storms River); nella zona si praticano molte attività sportive, incluso uno dei più alti bungee jumping del mondo (216 m) sul Bloukrans River. Come altre baie della costa meridionale del Sudafrica, la baia ospita da luglio a dicembre le balene australi. Nei pressi di Plettenberg si trova anche il famoso santuario naturale di Monkeyland, dove vengono ospitati primati di tutte le specie.
Molto suggestivo è anche il programma di protezione degli animali che si svolge lungo tutta la costa. Il progetto si occupa della salvaguardia e la riabilitazione delle scimmie.